# Manchester (Kentucky)
Manchester is een plaats (city) in de Amerikaanse staat Kentucky, en valt bestuurlijk gezien onder Clay County.

## Demografie
Bij de volkstelling in 2000 werd het aantal inwoners vastgesteld op 1738.
In 2006 is het aantal inwoners door het United States Census Bureau geschat op 1960, een stijging van 222 (12,8%).

## Geografie
Volgens het United States Census Bureau beslaat de plaats een oppervlakte van
3,9 km², geheel bestaande uit land. Manchester ligt op ongeveer 288 m boven zeeniveau.

## Plaatsen in de nabije omgeving
De onderstaande figuur toont nabijgelegen plaatsen in een straal van 36 km rond Manchester.